# Фермилаб
Националната ускорителна лаборатория „Енрико Ферми“ (по-разпространено Фермилаб) (на английски: Fermi National Accelerator Laboratory, Fermilab) се намира в градчето Батавия недалеч от Чикаго в щата Илинойс, САЩ.
Тя е една от 17-те национални лаборатории на Министерството на енергетиката на САЩ и се специализира в изследванията по физика на високите енергии, астрофизика и технологии за ускорители. От 1 януари 2008 г. Фермилаб се управлява от Изследователски Алианс Ферми, организиран от Чикагския университет и Изследователската университетска асоциация (URA). URA е консорциум, състоящ се от 91 изследователски университета, предимно от САЩ, но има и членове от Канада, Япония и Италия.
Основният ускорител във Фермилаб е ускорителят на насрещни снопове (колайдер) Теватрон (той е приключил работа на 30 септември 2011 г.), разположен в подземен кръгов тунел с дължина 6,28 km. До неотдавна той е бил ускорителят с най-голяма енергия на ускорените снопове частици в света, но вече е изместен от Големия адронен ускорител в CERN, Женева. Освен експериментите в колайдера (детектори CDF и D0), Фермилаб провежда и други експерименти – с фиксирани мишени, експерименти с неутрино и участва в астрофизически проекти за наблюдение.
Интересен факт от историята на Фермилаб е, че на територията му още от основаването живее малко стадо бизони. Официално този факт символизира връзката между предния фронт на съвременната физика и някогашната граница на цивилизацията – прерията. Някои от местните жители считат, че бизоните са предназначени за жив детектор на радиация, в случай че нивото ѝ достигне опасни нива. От Фермилаб обявяват, че подобни опасения са безпочвени.
В чест на Фермилаб е наречен астероид 11998 Фермилаб.

## Основни научни резултати
- През 1977 г. е открит b-кварк (дънен кварк).
- През 1994 г. е открит t-кварк (топ кварк).
- През 2000 г. е съобщено за директно наблюдение на тау-неутрино.